# Mohnenberg
Le Mohnenberg est un sommet des Vosges du Nord en Alsace situé à proximité de la frontière allemande.

## Géographie
Cette hauteur est très représentative des sommets que l'on peut trouver dans les Vosges du Nord. Formée de grès, elle est couronnée à son sommet de rochers ruiniformes qui prennent ici la forme d'un bec triangulaire surplombant un vide impressionnant. Elle domine au nord la vallée du Steinbach de plus de 300 mètres par des pentes très fortes. Au sud, le dénivelé est un peu moins important mais les pentes sont tout aussi sévères. L'ensemble de la montagne est boisé. L'accès le plus facile se fait depuis l'est par le col du Hohwart.